# Утреня (католическая)

Утреня заупокойного оффиция (начальный фрагмент). Источник: Liber usualis, 1913

У́треня (лат. matutinum, [horae] matutinae) — ночное богослужение в католическом оффиции. Исторически утреня служилась в часы между полуночью и ранним утром и была направлена на то, чтобы «освящать утро как начало светлого времени суток и естественного периода бодрствования людей».

## Краткая характеристика
Утреня происходит от вигилий (vigiliae) — ночных бдений ранних христиан, собиравшихся вместе, чтобы через пост и молитву, внимая Слову Божьему, приготовиться к празднику. Часть бревиария, посвящённая утрене, называлась matutinale или nocturnale.
В начале утрени располагался инвитаторий со «стандартным» псалмом Venite exsultemus. Затем следовали два или три (в воскресенье и большие праздники) раздела — так называемые ноктурны (nocturnum, от nox — «ночь»), каждый из которых содержал помимо «простых» псалмов и библейских песней (те и другие всегда пелись с соответствующими антифонами) протяжённые ночные респонсории. Воскресная утреня (в дни кроме Адвента и Великого поста) завершалась гимном Te Deum. Со времён Позднего Средневековья в связи с общей тенденцией к сокращению ночных бдений в римском обряде утвердилась практика непосредственно после утрени совершать следующий литургический час — лауды. Пореформенный бревиарий Liturgia horarum содержит чтения, приуроченные к службам суточного оффиция, в том числе и к утрене. В конституции собора Sacrosanctum Concilium обычные часы состоят из небольшого количества псалмов и чуть более протяжённых библейских чтений.
В XXI веке полная «историческая» утреня (с присоединением лауд) всё ещё служится на Страстную неделю в Страстной четверг, Страстную пятницу и Страстную субботу (так называемый triduum) и носит метафорическое название Tenebrae («тёмная утреня»). В остальные дни церковного года утреня служится целиком только в строгих орденах и в традиционалистских общинах (схизматических) и тех, что совершают богослужения по экстраординарной форме римского обряда. Наиболее ревностно и притом ночью служат утреню картезианцы, в большинстве же орденов её служат утром в краткой форме, вместе с лаудами. Такая совмещённая служба именуется термином laudes matutinae («утренние хвалы»).